# ماثيو وادزورث
ماثيو وادزورث (بالإنجليزية: Matthew Wadsworth)‏ هو عازف آلة وترية ‏ وموسيقي بريطاني، ولد في 1975 في مانشستر في المملكة المتحدة.

## وصلات خارجية
- ماثيو وادزورث على موقع ميوزك برينز (الإنجليزية)